# ウンターミュンクハイム
ウンターミュンクハイム (ドイツ語: Untermünkheim) は、ドイツ連邦共和国バーデン＝ヴュルテンベルク州北東部シュヴェービッシュ・ハル郡に属す町村（以下、本項では便宜上「町」と記述する）。

## 地理

### 隣接する市町村
東はブラウンスバッハ、南はシュヴェービッシュ・ハル、西はホーエンローエ郡クプファーツェルと境を接している。

### 自治体の構成
この自治体は、名前の元になっているウンターミュンクハイム地区の他、以下の地区・居住区からなる。オーバーミュンクハイム、ハーゲン、ズールベルク、ヴィッティヒハウゼン、リンデンホーフ、アイヒェルホール、エンスリンゲン、ガイスドルフ、シェーネンベルク、クプファー、ユプリッヒスハウゼン、ブラッハバッハ、ライポルツヴァイラー、シュタイゲンハウス

## 歴史
- 1216年、初めて文献上で言及される。
- 16世紀には、城、土地は、帝国都市ハル（現在のシュヴェービッシュ・ハル）に属した。

### 市町村合併
バーデン＝ヴュルテンベルク州の市町村再編の時代、1972年1月1日に、それまで独立した自治体であったエンスリンゲンおよびユプリッヒスハウゼンが合併した。

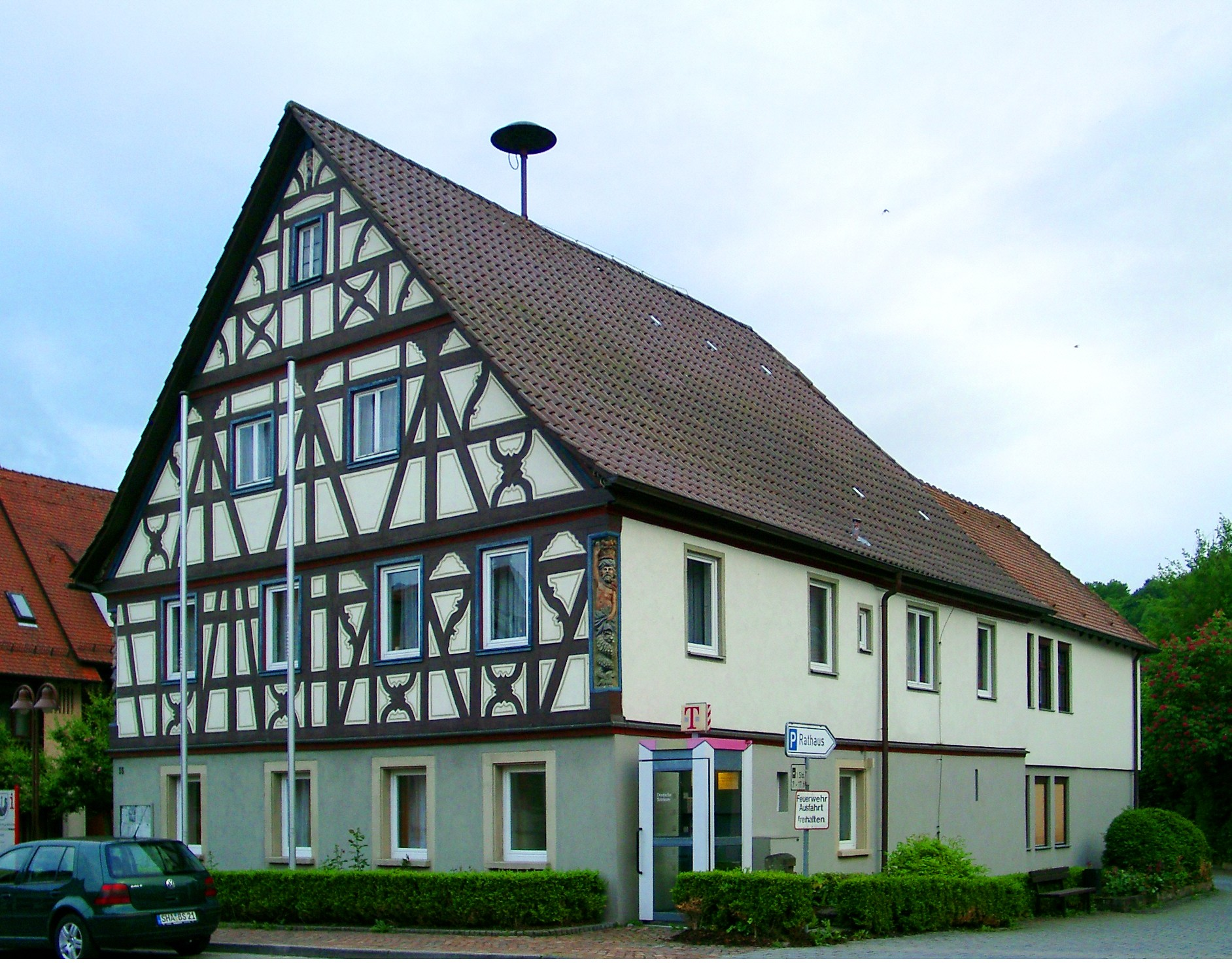
ウンターミュンクハイムの町役場

## 行政
青地に、2つの獅子の頭部飾りをもつ金の船。金のマストを持つ。また斜めに立てられた金のオールも描かれている。

## 経済と社会資本

### 交通
この町は、バス路線でシュヴェービッシュ・ハルと結ばれている。また、シュヴェービッシュ・ハル郡交通連盟に加盟している。

## 引用
1. ↑  Statistisches Landesamt Baden-Württemberg – Bevölkerung nach Nationalität und Geschlecht am 31. Dezember 2023 (CSV-Datei)